# Ahmad Azari Qomi
Ahmad Azari-Qomi (anhörenⓘ, persisch احمد آذری قمی, DMG Aḥmad Āẕarī-ye Qomī; * ca. 1925; † 1999) war ein iranischer Kleriker und Großajatollah, der in Opposition zum Iranischen Regime stand. Er starb kurz nach einer Kritik an dem iranischen Staatsoberhaupt Ali Chamenei.

## Herkunft und Wirken
Azari Qomi stammt aus einer Kleriker-Familie. Im Alter von zwei Jahren zog seine Familie nach Ghom, wo sein Vater die Studien Islamischer Wissenschaften weiter verfolgte.
Der Großajatollah Azari-Qomi war Mitbegründer der Gesellschaft von Seminarlehrern in Ghom und war Mitglied des Expertenrats des Irans, welcher den das Staatsoberhaupt Ali Chamenei als Nachfolger im Amt auswählte. Er gründete auch die Resalat-Stiftung, eine religiöse Organisation, die in einem engen Verhältnis zu den Kaufleuten des Basars steht, welchen wiederum die Zeitung Resalat gehört. Azari-Qomi arbeitete auch als Revolutionärer Ankläger.

## Vorgänge vor seinem Tod
Der Großajatollah Azari-Qomi wurde 1997 verhaftet, nachdem er einen Offenen Brief außerhalb Irans, in der Londoner Zeitschrift Nimrooz veröffentlicht. In dem 34-seitigen Beitrag kritisierte Azari-Qomi den Obersten Führer Irans, Ali Chamenei, scharf und stellt die Herrschaft der Religion (Welāyat-e Faqih) in Frage. Er beschuldigte Chamenei der persönlichen Verantwortung für die Gründung der Ansar-e Hezbollah, die liberale Wissenschaftler und Kleriker seit 1995 terrorisiert hatte und machte ihn verantwortlich für die um sich greifende moralische Korruption innerhalb des iranischen Regimes und des Iranischen Klerus which has „withered the roots of decency.“ Ebenfalls kritisierte Azari-Qomi die so genannte Islamische Republik Irans für die Folterung des Sohns des Großajatollahs Mohammad Husseini Schirazi. Wörtlich schrieb Azari-Qomi:
Even if he rejects the velayat-e faqih, why torture his children? Security organizations should learn from the shameful fate of the SAVAK …
Azari-Qomi forderte die sofortige Auflösung des Sondergerichts für die Geistlichkeit, welches zahlreiche Anhänger des Großajatollahs Schirazi verhaftet hatte und foltern ließ.
In seinem Brief, schlug Azari-Qomi, der quietistischen Tradition des schiitischen Islam und dem Chomeini-Lehrer Hossein Borudscherdi darin folgend vor, die Welāyat-e Faqih in zwei Bereiche aufzuteilen:
- Theologische Autorität
- Politische Autorität

Azari-Qomi fordert die Ernennung des Ajatollah Hossein Ali Montazeri für den Bereich der theologischen Autorität, während Ali Chamenei zuständig bleiben solle für die politische Autorität.
Abschließend erinnerte Azari-Qomi den neuen Präsidenten Mohammad Chatami daran, dass dieser, ausgestattet mit der Macht von 23 Millionen Wählern, durchaus die Möglichkeit habe, mittels eines Referendums eine Neudefinition der Rolle des Obersten Führers durchzusetzen. Wörtlich:
With their vote in your favour, our brave people have brought the whole of the present leadership under question and I’m proud of it. But, dear Mr president, be careful of not becoming the last of the presidents of the Islamic Republic, for this is what may well be your fate if you do not act now to stop at once present injustices committed under the name of Islam.
Als Reaktion auf diesen Artikel wurde Azeri-Qomi am 10. November gewaltsam aus den religiösen Institutionen von Ghom entfernt.
Am darauf folgenden 26. November 1997 erklärte der Oberste Führer des Irans Ajatollah Ali Chamenei in einer Fernsehansprache, dass die Großajatollahs Hossein Ali Montazeri und Azari-Qomi Verrat an den Menschen, gegen die Revolution und gegen das Land begangen hätten und befahl der Justiz eine Bestrafung entsprechend dem Gesetz.
Die Nachrichtenagentur Iran News berichtete am 5. Februar 1998, dass die Zeitschrift Jomhuri Islami einen Artikel über ein Treffen von Mitgliedern des Expertenrats in Maschhad abgedruckt habe, in welchem der Ausschluss von Azari-Qomi aus dem Rat beschlossen worden sei.
1999 starb Azari-Qomi im Alter von 74 Jahren.